# Nepiesta subclavata
Nepiesta subclavata là một loài tò vò trong họ Ichneumonidae.